# Весела
Весела Шидерова Христова, по-известна само като Весела, е българска попфолк певица.

## Биография
Весела е родена на 23 август 1978 г. в Хасково. Записва песни за звукозаписна компания „Пайнер“ от 1998 г., според която гласът на Весела е характерен с вибратото на изпълнителите на фолклорни песни, добре школуван и с голям диапазон.
За българите в чужбина Весела е пяла в Израел, Белгия, Холандия, Канада, Турция, Гърция, Северна Македония, Испания, а през 2007 г. заедно с колежката си Соня Немска и в САЩ. Има два успешни дуета с Екстра Нина – „Блондинка“ и „На кой целувка да дадем“.
На 17 август 2017 г. става майка, ражда сина си Светлозар.
Хитове на Весела са „300 нощи, 300 дни“, „Уво-уволнение“, „Палаво око“, „Може би“, „Любовен пожар“, „Ледено сърце“, „Две съдби“, „Лято е“, „Апропо“.

## Дискография
- Палаво око (1999)
- На седмото небе (2001)
- Звездна нощ (2003)